# Atenció a la dependència a Astúries
L'atenció a la dependència a Astúries va seguir una desenvolupament normatiu com altres comunitats autònomes.

## Abans de la llei de dependència
L'article 19.g de la Llei 1/2003, de 24 de febrer, de Serveis Socials del Principat d'Astúries explícitament feia referència a les persones en situació de dependència. Així, aportava una definició d'allò que és la dependència funcional.

## Després de la llei de dependència
La normativa que desenvolupà la llei de dependència s'inicià amb la Resolució de 17 d'abril de 2007, la qual aprovava provisionalment els models de documentació per als expedients del reconeixement de la dependència. Més avant, el Decret 68/2007, de 14 de juny, regulà el procediment per al reconeixement de la situació de dependència. La Resolució de 7 d'agost de 2007 determinà els components dels òrgans que la valoren i la Resolució de 26 de setembre de 2007 regulà com s'havia de dissenyar, elaborar i aprovar el Programa Individualitzat d'Atenció.
A més, el Decret 68/2007 establia que les persones infractores perdien les prestacions i subvencions i que la modificació de les prestacions requereix d'audiència de la persona interessada o la seua representant requerint aprovació de la Conselleria competent.
La Resolució de 7 de novembre de 2007 de la Conselleria de Benestar Social regulà la incompatibilitat de les prestacions econòmiques.